# Karina
Karina   (Jaén, 4 de desembre de 1945), nom artístic de María Isabel Llaudes Santiago, és una cantant i actriu espanyola. Tingué gran èxit en els anys 60 i 70 a Espanya i Amèrica llatina. Dedicada a l'anomenada cançó lleugera, començà a cantar als setze anys. Fou una de les escasses veus solistes que aconseguiren una llarga sèrie d'èxits en una dècada en la que l'ambient musical juvenil espanyol estava dominat per conjunt vocals dedicats a la música pop i rock. El seu repertori estava format quasi exclusivament per composicions en les que el tema era l'amor, sent gran part de les mateixes adaptacions al castellà de temes d'èxit composts per autors anglosaxons, destacant Las flechas del amor, El sol no brillarà nunca más i Romeo i Julieta entre moltes altres.
A més interpretà cançons d'autors espanyols, algunes compostes especialment per a ella per Tony Luz, llavors membre del conjunt Los Pekenikes, mereixent assenyalar-se El baúl de los recuerdos i Un dia feliz. Participà en diversos festivals de la cançó i també va intervenir en nombroses produccions cinematogràfiques d'ambient juvenil, sent els films Escala en Hi-fi i Los chicos del Preu, que dirigí Pere Lazaga el 1967, dos exemples d'aquesta activitat.

## Biografia
Nascuda a Jaén, Karina és filla de Salvador Llaudes Vallés, valencià de Canals, i Trinidad Santiago, andalusa. El seu pare, nascut el 1910, havia emigrat a Andalusia després de la guerra civil. Karina té dos germans: Francisco (que va ser el seu mànager personal) i Salvador, i conserva també família a Canals, entre ella els seus cosins Enrique i Carolina.

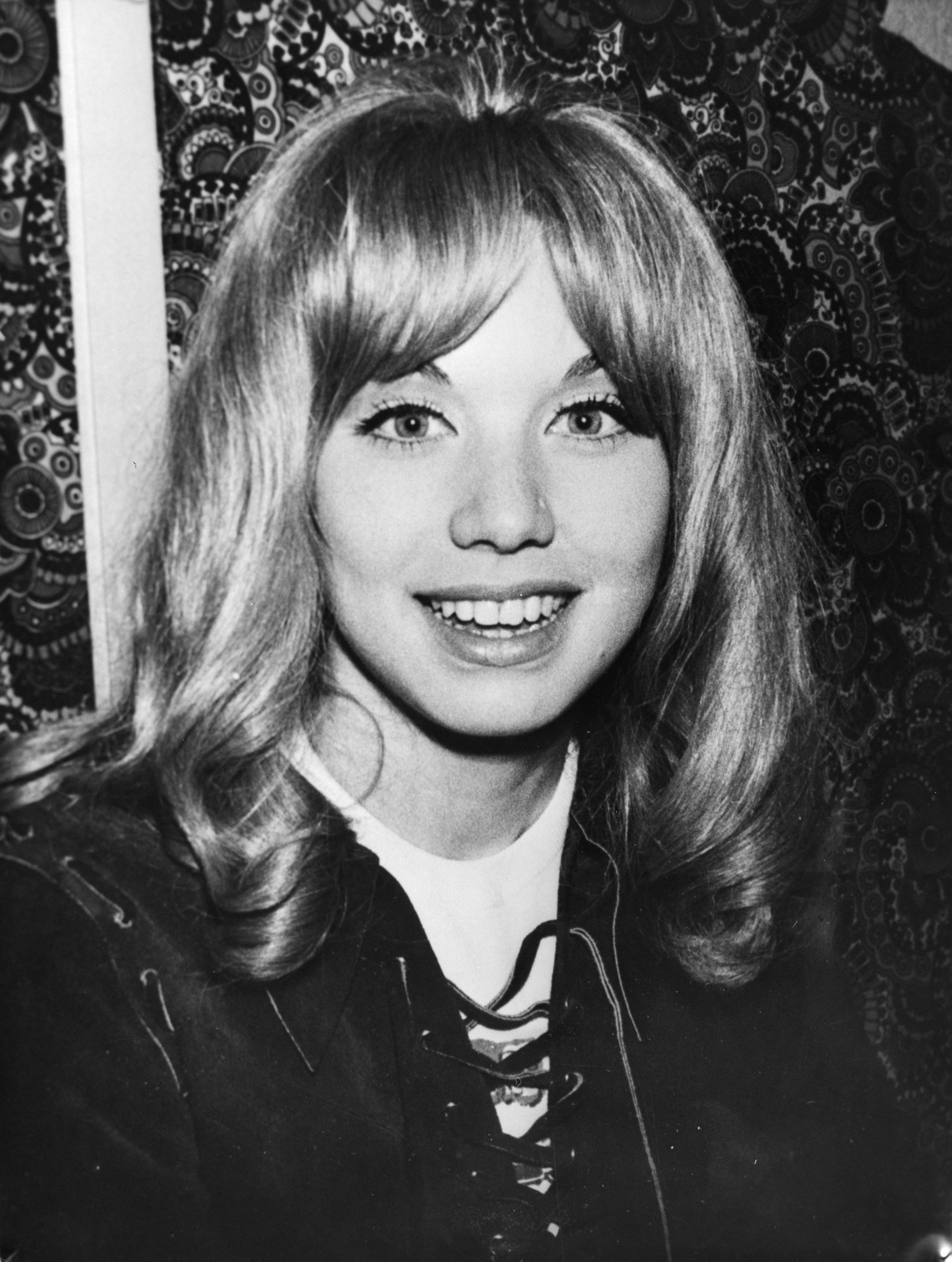
Karina el 1971

La família Llaudes Santiago vivia de manera acomodada a Jaén mentre el seu pare treballava a l'empresa familiar. Quan el seu avi, que dirigia l'empresa, va emmalaltir, el negoci va caure i la família es va traslladar a Madrid el 1959, quan ella tenia vora quinze anys. De petita, Karina va estudiar solfeig i piano i el 1961 va ser seleccionada per a protagonitzar un espot publicitari de la marca de lubricants Wynn's. Gràcies a aquest anunci va poder gravar la seva primera cançó, Bikini Amarillo, que li va servir de plataforma per a poder presentar-se a "La Voz de Madrid" com a cantant novell. El 1965 es va presentar al Festival Internacional de la Canción de Mallorca amb la cançó Me lo dijo Pérez i hi quedà segona. Aquest va ser l'inici de la seva carrera musical en que va anar encadenant diversos èxits.
El 1970 es va presentar al programa Pasaporte a Dublín, en el qual s'escollia el cantant per representar Espanya al Festival d'Eurovisió de 1971, i en què van competir, a banda d'ella, personalitats molt destacades de la cançó espanyola de l'època, com Nino Bravo, Concha Márquez Piquer o Rocío Jurado. Malgrat que no estava entre les favorites, va tenir el públic del seu favor. Tot i les veus des de la seva família i discogràfica d'evitar el Festival d'Eurovisió, Karina va anar-hi amb la cançó Un mundo nuevo i va quedar en segona posició. El festival la va ajudar a reforçar la seva popularitat a Espanya i a més, després, va fer una gira per Amèrica Llatina i fins i tot va arribar a actuar als Estats Units.
El 1978 el nou director de la discogràfica a la que treballava, Hispavox, no va renovar-li el contracte, adduint que estava passada de moda, malgrat que Karina era encara número u en vendes. La cantant va marxar a Mèxic a treballar i hi va publicar diversos discos de cançons ranxeres, alguns com Luna blanca i Viviré, van tenir molt d'èxit a les llistes llatinoamericanes.
En els darrers anys, especialment després de l'època en què fou més coneguda, Karina va protagonitzar diversos escàndols i reportatges de la premsa rosa. Després d'anunciar que tenia càncer, va sotmetre's a una intervenció mèdica i va aconseguir superar la malaltia. El 2015 va decidir retirar-se definitivament de la seva carrera musical. Amb motiu de la seva decisió va decidir escriure un llibre autobiogràfic relatant les vicissituds de la seva vida professional.

## Discografia
- Colores (Hispavox) 1970;
- Pasaporte a Dublín (Hispavox) 1970;
- Tiempo al tiempo (Hispavox) 1972;
- Lo mejor de Karina (Hispavox) 1974;
- Lady Elizabeth (Hispavox) 1975;
- Siempre está en mi corazón (Tuboescape) 1986;
- Ayer y hoy (Perfil-Divucsa) 1988;
- Auténtica... (Perfil-Divucsa) 1990;
- Soy como soy (Perfil-Divucsa) 1991;
- Engañada (Perfil-Divucsa) 1992;
- Sus grandes éxitos (Hispavox) 1993;
- El baúl de los recuerdos (Divucsa) 1995;
- Eps originales, vol, I (Emi-Hispavox) 1996;
- Eps originales, vol, II (Emi-Hispavox) 1996;
- Inolvidables, (Divucsa) 1996;
- Viva el amor, (Divucsa) 1997.